# Olof Ulric Arborelius
Olof Ulric Arborelius, född 2 mars 1791 i Älvdalens församling, Kopparbergs län, död 28 november 1868 i Orsa församling, Kopparbergs län, var en svensk präst, skolman och dialektforskare.

## Familj
Släkten Arborelius härstammar från Arboga. Olof Ulric Arborelius var son till kyrkoherden Olof Arborelius (1748–1812) och dennes andra hustru Ulrika Maria Munktell (1767–1851). Han ingick äktenskap vid tre tillfällen: år 1824 med Elisabeth Petronella Berglind, år 1838 med Lovisa Abramina Stenqvist, samt 1840 med Charlotta Dorotea Friman. Han är far till konstnären Olof Arborelius (1842–1915) och arkitekten Rudolf Arborelius (1861–1917). Genom den senare blev han farfars far till kardinal Anders Arborelius.

## Yrkesliv och gärning
Arborelius blev student vid Uppsala universitet 1813, avlade teologisk examen 1815, filosofie magister 1818 och prästvigdes 1822. Han blev kollega vid Falu trivialskola 1817, konrektor  1826 och rektor 1828 (tillträdde 1830) vid samma skola. Åren 1822–1830 var han utgivare av Fahlu tidning. År 1830 blev kan kyrkoherde i Orsa, och 1837–1854 arbetade han som kontraktsprost där. Han var riksdagsman 1844.
Arborelius har mest gjort sig känd genom sin forskning om älvdalsmålet. I de tre akademiska avhandlingarna Conspectus lexici linguæ Dalekarlicæ (1813) och Conspectus grammatices linguæ Dalekarlicæ (två band 1818–1822) har han behandlat dess ordförråd, böjning, ordbildning och syntax. Från vetenskaplig synpunkt står Arborelius avgjort framför sin närmaste föregångare Reinhold Näsman, som i en avhandling 1733 behandlade dalmålets historia.